# El Tamale
El Tamale är en ort i Mexiko.   Den ligger i kommunen Cuajinicuilapa och delstaten Guerrero, i den södra delen av landet, 300 km söder om huvudstaden Mexico City. El Tamale ligger 52 meter över havet och antalet invånare är 326.
Terrängen runt El Tamale är platt. Havet är nära El Tamale åt sydväst. Runt El Tamale är det glesbefolkat, med 8 invånare per kvadratkilometer. Närmaste större samhälle är El Pitahayo, 16,4 km nordost om El Tamale. Omgivningarna runt El Tamale är en mosaik av jordbruksmark och naturlig växtlighet.